# Eilstringe
Eilstringe (auch Eilestringe und Ilstrige genannt) ist eine ehemalige Ortschaft und Wüstung im heutigen Landkreis Peine in Niedersachsen.

## Geschichte
Eilstringe lag einst in der Nähe von Rosenthal bei Peine. Es befand sich am Ausgang des Dorfes Rosenthal und erstreckte sich in Richtung Hofschwicheldt. Der Grund für das Verschwinden steht vermutlich in unmittelbarem Zusammenhang mit der Stadtgründung von Peine um 1220/1223. Damals erhob der Hildesheimer Bischof Konrad II. das Dorf Rosenthal zur Stadt, um ein Gegengewicht zu Peine zu haben. Die Eilstringer werden dann mehr oder weniger freiwillig in die neue Stadt gezogen sein, denn nach der Stadtgründung Rosenthals taucht der Ortsname nicht mehr auf.
Nach einer anderen Theorie zufolge wurde der Ort im 17. Jahrhundert, vermutlich im Dreißigjährigen Krieg, vollkommen zerstört.
An das wüste Dorf erinnert heute noch der Straßenname „Eilstringenweg“ in Rosenthal.